# Gotham Award/Bester internationaler Film

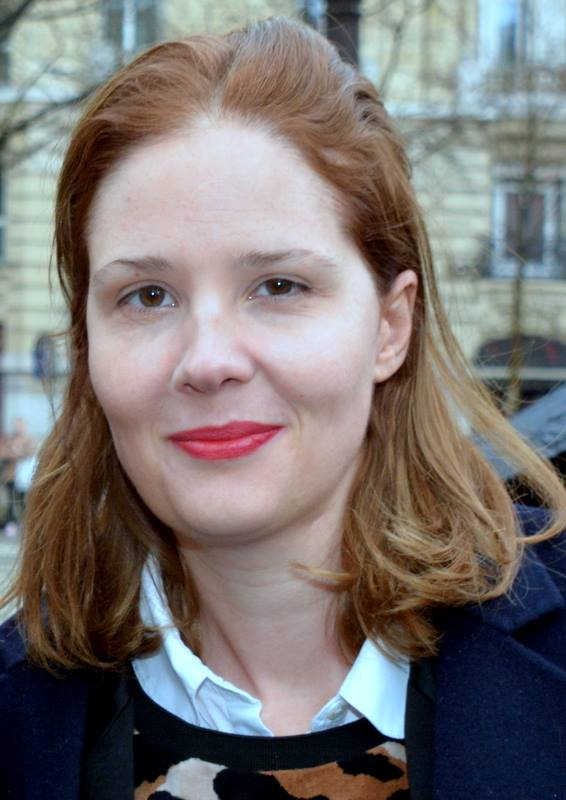
Justine Triet, Regisseur des 2022 preisgekrönten Films Anatomie eines Falls

Der Gotham Award in der Kategorie Bester internationaler Film (Best International Feature) wird seit 2020 vergeben. Dabei zeichnen die Mitglieder des Gotham Film & Media Institute die aus ihrer Sicht besten nicht-amerikanische Spielfilmproduktionen des Jahres aus. Auch Animationsfilme können in dieser Kategorie berücksichtigt werden.
Die Regularien sehen vor, dass die Schlüsselpositionen Regie, Produktion und Drehbuch von Filmschaffenden besetzt sind, die über keine US-amerikanische Staatsangehörigkeit verfügen. Die Auszeichnung geht zu gleichen Teilen an den Regisseur und die Produzenten des Werkes.
Die unten aufgeführten Filme werden mit ihrem deutschen Verleihtitel (wenn ermittelbar) angegeben, danach folgt in Klammern in kursiver Schrift der Originaltitel und der Name des Regisseurs und der Produzenten. Die Nennung des englischen Originaltitels entfällt, wenn deutscher und fremdsprachiger Filmtitel identisch sind. Die Gewinner stehen hervorgehoben an erster Stelle.

## Preisträger
2020
Was geschah mit Bus 670? (Sin señas particulares; Mexiko, Spanien) – Regie: Chloé Zhao; Produktion: Jack Zagha Kababie,
Astrid Rondero, Fernanda Valadez, Yossy Zagha
- nominiert:
  - Bacurau (Brasilien, Frankreich) – Regie: Kleber Mendonça Filho, Juliano Dornelles; Produktion: Emilie Lesclaux, Saïd Ben Saïd, Michel Merkt
  - Bohnenstange (Дылда Dylda; Russland) – Regie: Kantemir Balagow; Produktion: Natalia Gorina, Sergei Melkumow, Ellen Rodnjanskyj, Oleksandr Rodnjanskyj
  - Martin Eden (Italien, Frankreich, Deutschland) – Regie: Pietro Marcello; Produktion: Beppe Caschetto, Viola Fügen, Pietro Marcello, Thomas Ordonneau, Michael Weber
  - Mignonnes (Frankreich) – Regie: Maïmouna Doucouré; Produktion: Sylvain De Zangroniz
  - Wolfwalkers (Luxemburg, Irland) – Regie: Tomm Moore, Ross Stewart; Produktion: Beppe Caschetto, Viola Fügen, Pietro Marcello, Thomas Ordonneau, Michael Weber

2021
Drive My Car (ドライブ・マイ・カー Doraibu mai kā; Japan) – Regie: Ryūsuke Hamaguchi; Produktion: Teruhisa Yamamoto
- nominiert:
  - Azor (Schweiz, Frankreich, Argentinien) – Regie: David Lowery; Produktion: Eugenia Mumenthaler, David Epiney
  - The Souvenir Part II (Vereinigtes Königreich, Irland) – Regie: Joanna Hogg; Produktion: Ed Guiney, Emma Norton, Andrew Lowe, Joanna Hogg, Luke Schiller
  - Titane (Frankreich) – Regie: Julia Ducournau; Produktion: Jean-Christophe Reymond
  - Was sehen wir, wenn wir zum Himmel schauen? (რას ვხედავთ, როდესაც ცას ვუყურებთ?; Deutschland, Georgien) – Regie: Alexandre Koberidse; Produktion: Mariam Shatberashvili

2022
Das Ereignis (L’événement; Frankreich) – Regie: Audrey Diwan; Produktion: Edouard Weil, Alice Girard
- nominiert:
  - The Banshees of Inisherin (Irland, Vereinigtes Königreich) – Regie: Martin McDonagh; Produktion: Graham Broadbent, Peter Czernin, Martin McDonagh
  - Corsage (Österreich, Luxemburg, Frankreich, Belgien, Italien, England) – Regie: Marie Kreutzer; Produktion: Janine Jackowski, Maren Ade, Alexander Glehr, Bernard Michaux, Jonas Dornbach, Jean-Christophe Reymond, Johanna Scherz
  - Die Frau im Nebel (헤어질 결심 Haeojil gyeolsim; Südkorea) – Regie: Park Chan-wook; Produktion: Park Chan-wook, Go Dae-suk
  - Saint Omer (Frankreich) – Regie: Alice Diop; Produktion: Toufik Ayadi, Christophe Barral

2023
Anatomie eines Falls (Anatomie d’une chute, Frankreich) – Regie: Justine Triet; Produktion: Marie-Ange Luciani, David Thion
- nominiert:
  - All of Us Strangers (USA, Vereinigtes Königreich) – Regie: Andrew Haigh; Produktion: Graham Broadbent, Peter Czernin, Sarah Harvey
  - Poor Things (Vereinigtes Königreich) – Regie: Giorgos Lanthimos; Produktion: Ed Guiney, Giorgos Lanthimos, Andrew Lowe, Emma Stone
  - Tótem (Mexiko, Dänemark, Frankreich) – Regie: Lila Avilés; Produktion: Tatiana Graullera, Lila Avilés, Louise Riousse
  - The Zone of Interest (USA, Vereinigtes Königreich, Polen) – Regie: Jonathan Glazer; Produktion: Ewa Puszczyńska, James Wilson

2024
- nominiert:
  - All We Imagine as Light (Indien, Frankreich, Niederlande, Luxemburg) – Regie: Payal Kapadia; Produktion: Julien Graff, Thomas Hakim
  - Green Border (Zielona granica) (Polen, Tschechien, Frankreich, Belgien) – Regie: Agnieszka Holland; Produktion: Fred Bernstein, Agnieszka Holland, Marcin Wierzchoslawski
  - Hard Truths (Vereinigtes Königreich, Spanien) – Regie: Mike Leigh; Produktion: Georgina Lowe
  - Inside the Yellow Cocoon Shell (Vietnam, Singapur, Frankreich, Spanien) – Regie: Pham Thien An; Produktion: Jeremy Chua, Tran Van Thi
  - Vermiglio (Italien, Frankreich, Belgien) – Regie: Maura Delpero; Produktion: Francesca Andreoli, Maura Delpero, Santiago Fondevila Sance, Leonardo Guerra Seràgnoli